# كتابة التوراة
كتابة التوراة (أو الأسفار الخمسة، أول خمس أسفار في الكتاب المقدس — التكوين والخروج واللاويين والعدد والتثنية) هي عملية شارك فيها مؤلفون متعددون على مدى فترة طويلة من الزمن. في الوقت الذي ترى فيه الثقافة اليهودية أن جميع الأسفار الخمسة كتبها موسى في وقت ما في الألفية الثانية قبل الميلاد، إلا أن علماء بارزين رفضوا فكرة التأليف الموسوي منذ القرن السابع عشر الميلادي.
لا تزال العملية الدقيقة التي أُلفت بها التوراة، وعدد المؤلفين المعنيين، وتاريخ كل تأليف موضع خلاف حاد بين العلماء. يتبنى بعض العلماء، مثل رولف ريندورف، الفرضية الجزيئية، حيث يُعتقدون أن أسفار موسى الخمسة عبارة عن مجموعة من الروايات القصيرة والمستقلة، والتي جُمعت تدريجيًا في وحدات أكبر في مرحلتين تحريريتين: المرحلة التثنوية والمرحلة الكهنوتية. وفي المقابل، يدافع علماء مثل جون فان سيترز عن الفرضية التكميلية التي تفترض أن التوراة هي نتيجة لإضافتين رئيسيتين – يهوية وكهنوتية – إلى نص أساسي موجود من قبل. ويدعم علماء آخرون، مثل ريتشارد إليوت فريدمان أو جويل بادن، النسخة المنقحة من الفرضية الوثائقية، معتبرين أن التوراة أُلّفت باستخدام أربعة مصادر مختلفة - اليهوي، والإلوهيمي، والكهنوتي، والتثنوي - والتي دُمجت معًا في الفترة الفارسية.
يستخدم الباحثون في كثير من الأحيان الفرضيات الأحدث مع بعضها البعض، مما يجعل من الصعب تصنيف النظريات المعاصرة على أنها واحدة أو أخرى بشكل صارم. الاتجاه العام في الدراسات الحديثة هو الاعتراف بالشكل النهائي للتوراة كوحدة أدبية وأيديولوجية، اعتمدت على مصادر سابقة، من المحتمل أن تكون قد اكتملت خلال الفترة الفارسية (539-333 ق.م.).

## تاريخ الكتابة
يسعى النقد المصدري التقليدي إلى تحديد تاريخ النص من خلال تحديد حد أعلى وحد أدنى على أساس وجود شهادة خارجية تشهد بوجود النص، بالإضافة إلى السمات الداخلية الموجودة في النص نفسه. استنادًا إلى مجموعة متنوعة من الحجج، يرى العلماء المعاصرون عمومًا أن التوراة المكتملة هي نتاج عصر الإمبراطورية الأخمينية الفارسية (450-350 ق.م.)، على الرغم من أن البعض حدد زمن كتابتها بالفترة الهلنستية (333-164 ق.م.).

### الدلائل الخارجية
إن غياب الأدلة الأثرية لقصة الخروج، والأدلة التي تشير إلى مفارقات تاريخية في الروايات الآبائية حول إبراهيم وإسحاق ويعقوب، أقنعت الغالبية العظمى من العلماء بأن التوراة لا تقدم وصفًا دقيقًا للأصل بني إسرائيل.

#### المخطوطات والمراجع غير الكتابية
عُثر على أدلة أثرية ملموسة تتعلق بتأريخ التوراة في أجزاء من المخطوطات المبكرة، مثل تلك الموجودة في مخطوطات البحر الميت. تعود أقدم أجزاء مخطوطات أسفار موسى الخمسة إلى أواخر القرن الثالث أو أوائل القرن الثاني قبل الميلاد. بالإضافة إلى ذلك، تشير المصادر غير الكتابية المبكرة، مثل رسالة أرسطياس، إلى أن التوراة تُرجمت لأول مرة إلى اليونانية في الإسكندرية في عهد بطليموس الثاني. تشير تلك الأدلة إلى أن التوراة لا بد أنها قد وصلت إلى شكلها النهائي قبل سنة 250 ق.م.، وقت ترجمتها إلى اليونانية.
هناك مرجع خارجي واحد للتوراة، قد يجعلها كُتبت قبل حوالي سنة 315 ق.م. ففي الكتاب 40 من موسوعة مكتبة التاريخ لديودور الصقلي، التي كانت موسوعة قديمة نقلت من مجموعة متنوعة من الوثائق القديمة، هناك مقطع يشير إلى شريعة يهودية مكتوبة موروثة عن موسى. ينسب العلماء هذا المقطع تقليديًا إلى المؤرخ اليوناني هيكاتايوس الأبديري [الإنجليزية] الذي عاش في أواخر القرن الرابع قبل الميلاد، والذي، إذا كان ذلك صحيحًا، يعني ضمنًا أن التوراة لا شك كُتبت بصورة ما قبل سنة 315 ق.م. ومع ذلك، طُعن مؤخرًا في نسبة هذا المقطع إلى هيكاتايوس، حيث زعم راسل جميركين بأن المقطع هو في الواقع اقتباس من ثيوفانيس الميتيليني كاتب السيرة الذاتية الروماني الذي عاش في القرن الأول قبل الميلاد.

#### برديات إلفنتين

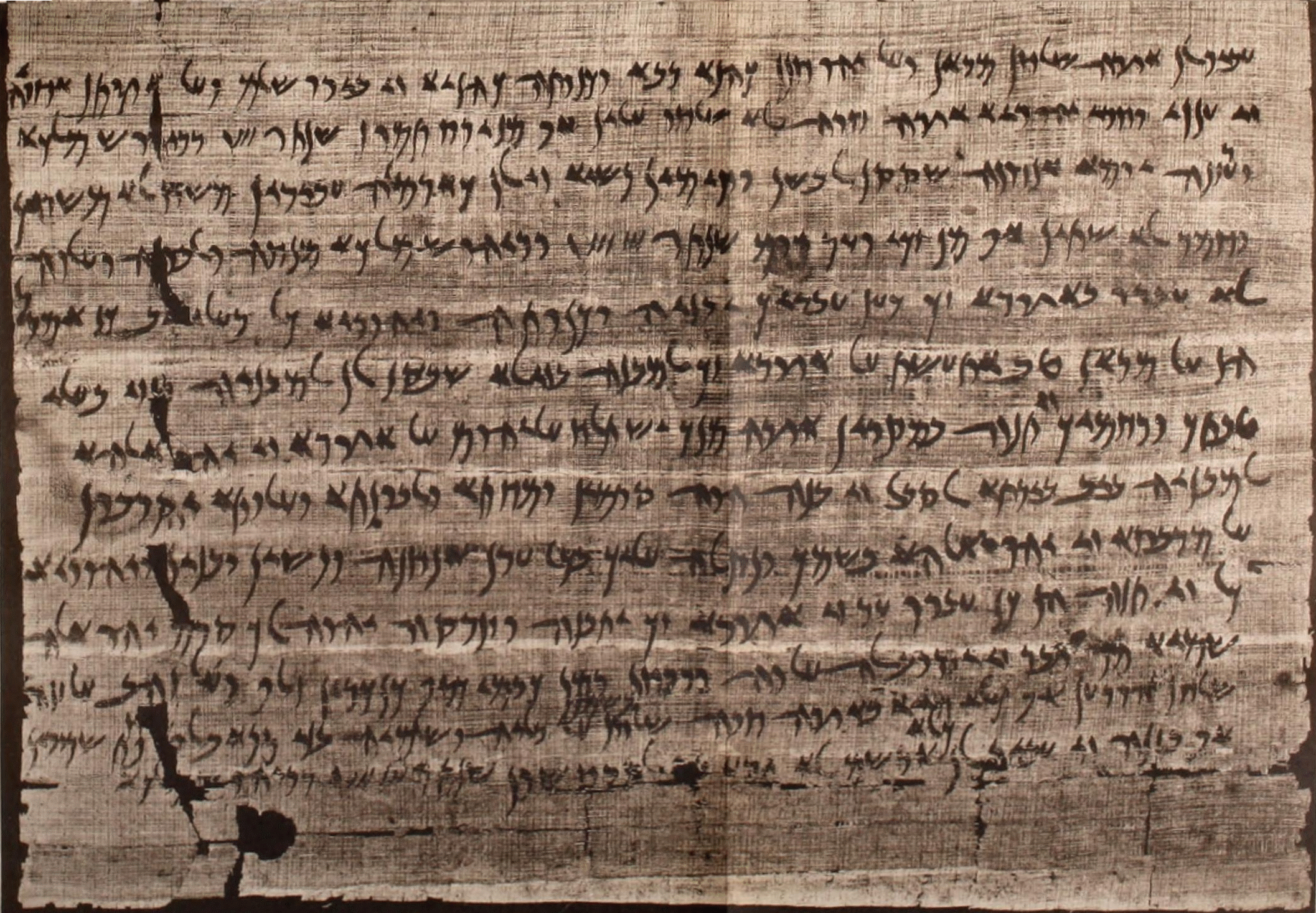
رسالة ضمن برديات إلفنتين، تطلب إعادة بناء المعبد اليهودي في جزيرة فيلة.

تُظهر برديات إلفنتين دليلاً واضحًا على وجود مستعمرة يهودية متعددة الآلهة في مصر حوالي سنة 400 ق.م.، لا يظهر فيها أي معرفة بالتوراة المكتوبة أو بالروايات المذكورة فيها. توثق البرديات أيضًا وجود معبد يهودي صغير في جزيرة فيلة (إلفنتين)، كان يضم مذابح لتقديم البخور والقرابين الحيوانية، في أواخر عام 411 قبل الميلاد. مثل هذا المعبد سيكون انتهاكًا واضحًا لقانون التثنية، الذي نص على أنه لا يجوز بناء أي معبد يهودي خارج القدس. علاوة على ذلك، تظهر البرديات أن اليهود في إلفنتين أرسلوا رسائل إلى رئيس الكهنة في القدس يطلبون دعمه في إعادة بناء معبدهم، وهو ما يشير على ما يبدو إلى أن كهنة هيكل القدس لم يكونوا يطبقون قانون التثنية في ذلك الوقت. وزعم قلة من العلماء مثل نيلز بيتر ليمتشي وفيليب وفايدينباوم، وراسل جميركين، وتوماس طومسون بأن برديات إلفنتين تثبت أن التوحيد والتوراة لا يمكن أن يكونا ترسّخا في الثقافة اليهودية قبل سنة 400 ق.م.، وأن التوراة على الأرجح كُتبت في الفترة الهلنستية في القرن الثالث أو الرابع قبل الميلاد. في المقابل، يُفسّر معظم العلماء هذه البيانات من خلال النظرية القائلة بأن يهود إلفنتين كانوا بقايا معزولة من ممارسي الديانة اليهودية من قرون سابقة، أو أن التوراة كانت قد صدرت مؤخرًا فقط حينئذ.

#### مخطوطات كتيف هنوم

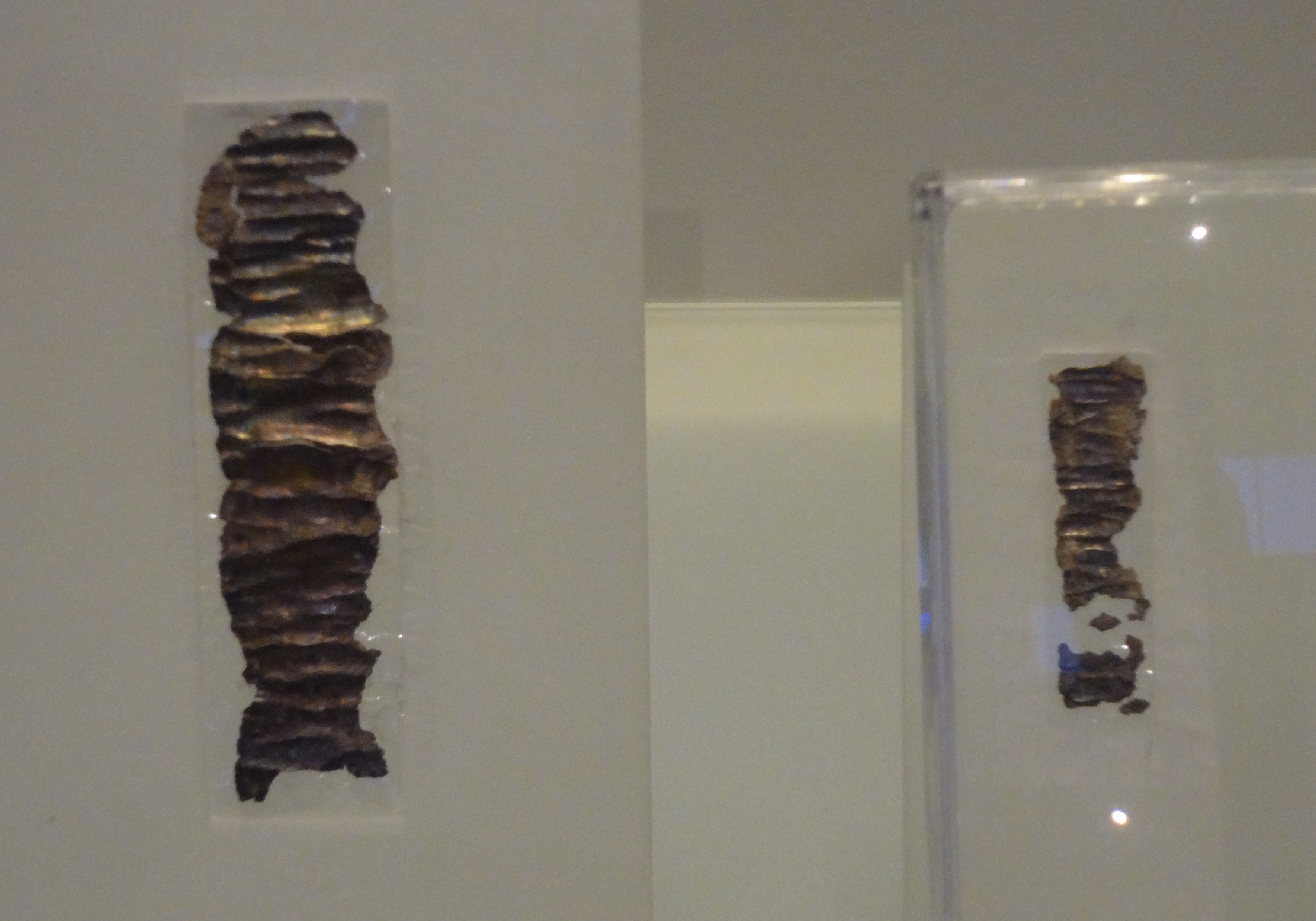
مخطوطتا كتيف هنوم في العرض.

في سنة 1979م، أُعلن عن اكتشاف لفافتين فضيتين في كتيف هنوم، وهو موقع أثري جنوب غرب البلدة القديمة في القدس، وُجد أنهما يحتويان على نسخة مختلفة من البركة الكهنوتية الموجودة في سفر العدد 6: 24-26. أُرّخت المخطوطات من الناحية الخطية بأواخر القرن السابع أو أوائل القرن السادس قبل الميلاد، مما يجعلها منذ نهاية فترة الهيكل الأول. ومع ذلك، لا يمكن قبول هذه المخطوطات كدليل على أن أسفار موسى الخمسة ككل اُلّفت قبل القرن السادس الميلادي، لأنه من المقبول على نطاق واسع أن التوراة اعتمدت على مصادر شفهية ومكتوبة سابقة، ولا توجد إشارة إلى وجود التوراة المكتوبة في المخطوطات نفسها.

### التأريخ اللغوي
حاول بعض العلماء، مثل آفي هورفيتس، تأريخ الطبقات المختلفة من أسفار موسى الخمسة على أساس صيغة اللغة العبرية المستخدمة. من المتفق عليه عمومًا أن العبرية الكلاسيكية والعبرية التوراتية المتأخرة كان لهما سمات مميزة ويمكن التعرف عليها، وأن العبرية الكلاسيكية كانت أقدم. عادة ما يُربط تاريخ اللغة العبرية الكلاسيكية بالفترة التي سبقت السبي البابلي، بينما يرجع تاريخ اللغة العبرية التوراتية المتأخرة بشكل عام إلى فترة السبي وما بعد السبي. ومع ذلك، من الصعب تحديد متى توقف استخدام اللغة العبرية الكلاسيكية على وجه التحديد، نظرًا لعدم وجود نقوش عبرية تعود إلى الفترة ذات الصلة (حوالي 550-200 ق.م.). يختلف العلماء أيضًا حول تنوع اللغة العبرية التي يجب أن تُنسب إليها الطبقات المختلفة. على سبيل المثال، يصنف هورفيتز المواد الكهنوتية على أنها تنتمي إلى اللغة العبرية الكلاسيكية، في حين يعارضه في ذلك جوزيف بلينكينسوب ومعظم العلماء الآخرين.
هناك صعوبة منهجية أخرى في التأريخ اللغوي، وهي أنه من المعروف أن مؤلفي الكتاب المقدس غالبًا ما استخدموا عمدًا العبارات القديمة للتأثيرات الأسلوبية، وفي بعض الأحيان خلطوها مع كلمات وتركيبات من فترات لاحقة. وهذا يعني أن وجود لغة قديمة في النص لا يمكن اعتباره دليلًا قاطعًا على أن النص يعود إلى فترة مبكرة. يؤكد إيان يونغ ومارتن إرينسفارد أنه حتى بعض النصوص التي كُتبت بالتأكيد خلال فترة ما بعد السبي، مثل سفر حجي، تفتقر إلى السمات المميزة للعبرية التوراتية المتأخرة. على النقيض من ذلك، فإن سفر حزقيال المكتوب أثناء السبي البابلي، يحتوي على العديد من سمات اللغة العبرية التوراتية المتأخرة. تلخيصًا لهذه المشكلات، قال يونج إنه "لا يوجد أي من المعايير اللغوية المستخدمة لتأريخ النصوص [الكتابية] سواء في وقت مبكر أو متأخر، قوية بما يكفي لإجبار العلماء على إعادة النظر في الحجة المقدمة على أسس غير لغوية". رُفض هذا الرأي من قبل علماء آخرين، مثل رونالد هندل ويان يوستن، الذين انتقدوا استخدام يونغ وآخرين النص الماسوري للكتاب المقدس العبري فقط لإجراء تحليلهم اللغوي لنصوص الكتاب المقدس، وصرفهم النظر عن الأخذ في الاعتبار الأخطاء الأخرى في مجالات النقد النصي واللسانيات التاريخية.
من جانبهم، يرى رونالد هندل ويان يوستن أن اللغة العبرية الواردة في قصص سفر التكوين وحتى سفر الملوك الثاني تتوافق مع اللغة العبرية الكلاسيكية في فترة ما قبل السبي، يدعم ذلك المراسلات اللغوية مع النقوش العبرية التي تعود إلى تلك الفترة (غالبًا من القرنين الثامن والسابع قبل الميلاد)، وبالتالي فإنهم يؤرخون كتابة المصادر الرئيسية للتوراة في فترة هيمنة الآشورية الجديدة.

### التحديد التاريخي
يقوم العديد من العلماء بتحديد تواريخ لمصادر أسفار موسى الخمسة من خلال مقارنة لاهوت وأولويات كل مؤلف بإعادة البناء النظري لتاريخ الدين الإسرائيلي. غالبًا ما تتضمن هذه الطريقة قبولًا مؤقتًا لبعض الروايات في الكتاب المقدس العبري كدليل على حدث تاريخي حقيقي، وتحديد زمن كتابة المصدر المتعلق بهذا الحدث. على سبيل المثال، يرتبط المصدر التثنوي على نطاق واسع بالإصلاحات الدينية المركزية والتوحيدية القوية التي قام بها الملك يوشيا في أواخر القرن السابع قبل الميلاد، التي وصفها سفر الملوك الثاني. بدءًا من يوليوس فلهاوزن، حدّد العديد من العلماء "سفر الشريعة" الذي اكتشفه حلقيا رئيس الكهنة في زمن يوشيا وفق ما ذكره سفر الملوك الثاني بأنه سفر التثنية، أو نسخة مبكرة منه، وافترضوا أن الذي كتبه في الواقع كان حلقيا نفسه. لذا، فإن مؤلفين مثل جون فان سيترز يرجعون المصدر D إلى أواخر القرن السابع قبل الميلاد. وبالمثل، يربط العديد من العلماء المصدر الكهنوتي بسفر الشريعة الذي جلبه عزرا إلى إسرائيل عند عودته من المنفى في بابل سنة 458 ق.م.، كما جاء في سفر نحميا. لذلك هناك توافق على نطاق واسع بإرجاع تاريخ المصدر P إلى القرن الخامس قبل الميلاد، خلال الفترة الفارسية.
ومع ذلك، انتُقدت هذه الطريقة من قبل بعض العلماء، وخاصة أولئك المرتبطين بمدرسة المُقلّلين في النقد الكتابي. يؤكد هؤلاء النقاد على أن تاريخية روايات يوشيا وعزرا لا يمكن إثباتها بشكل مستقل خارج الكتاب المقدس العبري، وأن الأدلة الأثرية عمومًا لا تدعم حدوث إصلاح ديني مركزي جذري في القرن السابع قبل الميلاد، كما هو موضح في سفر الملوك الثاني. وخلصوا إلى أن تأريخ مصادر أسفار موسى الخمسة على أساس أحداث تاريخية مشكوك فيها أو غير مؤكدة هو بطبيعته تخميني وغير مستحسن.

### مزاعم الأصل الفارسي
في كتابه المؤثر "بحثًا عن إسرائيل القديمة: دراسة في أصول الكتاب المقدس"، زعم فيليب ديفيز بأن التوراة قد نُشرت في شكلها النهائي على الأرجح خلال الفترة الفارسية، عندما كان شعب يهودا يُحكم في مقاطعة يهود مديناتا التابعة للإمبراطورية الأخمينية. يشير ديفيز إلى أن الإمبراطورية الفارسية كانت لديها سياسة عامة تتمثل في وضع قواعد قانونية وطنية وإنشاء هوية عرقية بشكل واعي بين الشعوب المهزومة من أجل إضفاء الشرعية على حكمها، ويخلص إلى أن هذا هو السياق التاريخي الأكثر ترجيحًا الذي كان من الممكن أن نُشرت فيه التوراة. يتفق فرانز غريفنهاغن مع هذا الرأي، ولاحظ أن معظم الدراسات الحديثة تدعم التاريخ الفارسي للتنقيح النهائي لأسفار موسى الخمسة. ونظرًا لأن برديات إلفنتين أظهرت أن التوراة لم تكن راسخة بعدُ بالكامل في الثقافة اليهودية بحلول سنة 400 ق.م.، اقترح غريفنهاغن أن الفترة الفارسية المتأخرة (450-350 ق.م.) هي الأكثر ترجيحًا. كما زعم لويس يونكر وجود صلة بين نقش داريوس الأول وأسفار موسى الخمسة، وخاصة تشريع القداسة [الإنجليزية].

### احتمالية الأصل الهلنستي
إن فكرة احتمالية كتابة التوراة خلال الفترة الهلنستية، بعد فتوحات الإسكندر الأكبر، طُرحت بجدية لأول مرة سنة 1993م، عندما نشر عالم الكتاب المقدس نيلز بيتر ليمتشي مقالاً بعنوان "العهد القديم – كتاب هلنستي؟". منذ ذاك الحين، طرح عدد متزايد من العلماء، وخاصة أولئك المرتبطين بمدرسة كوبنهاغن، حججًا مختلفة حول الأصل الهلنستي لأسفار موسى الخمسة؛ خاصةً سنة 2006م، حيث نشر الباحث المستقل راسل جميركين كتابًا بعنوان "بيروسوس والتكوين، ومانيثون والخروج" الذي قال فيه بأن أسفار موسى الخمسة اعتمدت على المؤرخين الإغريق بيروسوس ومانيثون، وبالتالي لا بد وأن التوراة كُتبت بعد زمانهما. كما زعم جميركين أنه من المحتمل أن التوراة كُتبت في مكتبة الإسكندرية سنة 273-272 ق.م.، على يد نفس المجموعة من العلماء اليهود الذين ترجموا التوراة إلى اليونانية في نفس الوقت تقريبًا. وفي الوقت الذي يقبل فيه جميركين التقسيم التقليدي لمصادر أسفار موسى الخمسة إلى المصادر J وD وP، إلا أنه يعتقد أنه من الأفضل فهمها على أنها تعكس الطبقات الاجتماعية والمعتقدات المختلفة للمؤلفين السكندريين، ولا أنها تعكس كتاب مستقلين تفصلهم بينهم فترات طويلة من الوقت.
في سنة 2016م، نشر جميركين كتابًا ثانيًا بعنوان "أفلاطون وإنشاء الكتاب المقدس العبري"، حيث زعم فيه إن الشريعة الموجودة في التوراة تأثرت بشدة بالقوانين اليونانية، وخاصة القانون النظري الذي تبناه أفلاطون في كتابه القوانين. كما زعم بأن قوانين أفلاطون زودت مؤلفي الكتاب المقدس بمخطط أساسي لكيفية تحويل المجتمع اليهودي: من خلال قاعدة موثوقة للقوانين والأدب المرتبط بها اعتمادًا على النصوص السابقة، وتقديمها على أنها موحى بها إلهيًا وقديمة جدًا. كما زعم فيليب فايدينباوم مؤخرًا توصّله لاستنتاج مماثل لمزاعم جميركين.

#### نقد نظريات الأصل الهلنستي
انتقد جون فان سيترز عمل جميركين في تعليق على كتابه سنة 2007م، زاعمًا بأن "بيروسوس وسفر التكوين" ينخرطان في مغالطة رجل القش من خلال مهاجمة الفرضية الوثائقية دون معالجة النظريات الأحدث حول أصول أسفار موسى الخمسة بجدية. وزعم أيضًا أن جميركين يشير بشكل انتقائي إلى أوجه التشابه بين سفر التكوين وبيروسوس، وبين سفر الخروج ومانيثون، مع تجاهل الاختلافات الرئيسية بين الروايات. أخيرًا، يشير فان سيترز إلى أن جميركين لا يأخذ في الاعتبار جديًا الإشارات العديدة إلى روايات التكوين والخروج في بقية الكتاب المقدس العبري، بما في ذلك النصوص التي يرجع تاريخها عمومًا إلى وقت أقدم بكثير من التأريخ المقترح لأسفار موسى الخمسة. على النقيض من ذلك، يرى جميركين أن تلك الأجزاء من الكتاب المقدس العبري التي تلمح إلى سفر التكوين والخروج يجب أن تكون مؤرخة في وقت لاحق عما يفترض عادة.

## طبيعة وامتداد المصادر
يتفق جميع العلماء تقريبًا على أن التوراة تتكون من مواد من مؤلفين أو مصادر مختلفة. المصادر الثلاثة الأكثر شيوعًا هي المصادر الكهنوتي (P)، والتثنوي (D)، واليهوي (J).

### المصدر الكهنوتي
ربما يكون المصدر الكهنوتي هو المصدر الأكثر اتفاقًا على تصنيفه على نطاق واسع في دراسات أسفار موسى الخمسة، لأنه يتميز من حيث الأسلوب واللاهوت عن المواد الأخرى في التوراة. يتضمن المصدر الكهنوتي مجموعة من الادعاءات التي تتناقض مع مقاطع غير كهنوتية، وبالتالي فهي مميزة بشكل فريد: فمثلًا، لا توجد قرابين قبلما أمر بها الرب (يهوه) في سيناء، والمكانة الرفيعة لهارون والكهنوت، واستخدام اللقب الإلهي الشداي [الإنجليزية] قبل أن يكشف الرب عن اسمه لموسى. بشكل عام، يهتم المصدر الكهنوتي بالأمور الكهنوتية – الطقوس، وتأسيس المزارات وطقوسها، وسلاسل الأنساب – كلها عُبّر عنها بأسلوب رسمي ومتكرر. يشدد المصدر الكهنوتي على قواعد وطقوس العبادة، والدور الحاسم للكهنة، ويتوسع بشكل كبير في الدور الممنوح لهارون (جميع اللاويين هم كهنة، ولكن وفقًا للمصدر الكهنوتي، كان يُسمح فقط لأحفاد هارون بأداء مهامهم في خيمة الاجتماع).
وفقًا للمصدر الكهنوتي، فالإله جليل ومتعالي، وكل الأشياء تحدث بفضل قدرته وإرادته. وفيه، كشف الإله عن نفسه على مراحل، أولاً باسم إلوهيم (كلمة عبرية تعني ببساطة "إله"، مأخوذة من كلمة كنعانية سابقة تعني "الآلهة")، ثم مع إبراهيم باسم الشداي (عادةً ما تُترجم بـ "الله القدير")، وأخيرًا لموسى باسمه الفريد يهوه. يُقسّم المصدر الكهنوتي التاريخ إلى أربع عصور بين زمن الخلق إلى زمن موسى عن طريق العهود التي قطعها الرب مع نوح وإبراهيم وموسى. وصف المصدر الكهنوتي بني إسرائيل بأنهم شعب الله المختار، وأن علاقة الرب معهم تحكمها العهود، وأن الرب اهتم بأن يحافظ بنو إسرائيل على هويتهم عن طريق تجنب التزاوج مع غير الإسرائيليين. اهتم أيضًا المصدر الكهنوتي بشدة بالقداسة، أي الطهارة الطقسية للشعب والأرض: يجب أن تكون إسرائيل "مملكة كهنوتية وأمة مقدسة"،خروج 19: 6 وتهدف قواعد وطقوس المصدر الكهنوتي المُفصّلة إلى خلق وحفظ القداسة.
يُعد المصدر الكهنوتي مصدرًا لسفر اللاويين بأكمله، وهو مصدر أول قصتي الخلق في سفر التكوين، ومصدر نسل آدم، وجزء من قصة الطوفان، وجدول الأمم، ونسل سام (أي نسب إبراهيم). ومعظم ما تبقى من سفر التكوين هو من المصدر اليهوي، ولكن يُعدُّ المصدر الكهنوتي هو مصدر العهد مع إبراهيم (في الأصحاح 17)، وبعض القصص الأخرى المتعلقة بإبراهيم وإسحاق ويعقوب. ينقسم سفر الخروج أيضًا بين المصدرين اليهوي والكهنوتي، وهناك اعتقاد بأن كتبة المصدر الكهنوتي كانوا يضيفون إلى رواية المصدر اليهوي الموجودة بالفعل. كما أن المصدر الكهنوتي هو مصدر الأصحاحات 25-31 و35-40، التي جاء فيها تعليمات صنع خيمة الاجتماع وقصة تصنيعها. وفي الوقت الذي تفترض فيه الفرضية الوثائقية أن المصدر الكهنوتي شكّل وثيقة مستقلة دمجها مُنقّح لاحقًا في أسفار موسى الخمسة، فإن معظم العلماء المعاصرين ينظرون الآن إلى المصدر الكهنوتي كطبقة تنقيحية، أو تعليق، على المصدرين اليهوي والتثنوي. وعلى عكس من المصدر اليهوي والتثنوي، لا يبدو أن المصدر الكهنوتي يرقى إلى مستوى الرواية المستقلة عند النظر إليه بمفرده.

#### تاريخ كتابة المصدر الكهنوتي
في الوقت الذي يعتقد فيه معظم العلماء أن المصدر الكهنوتي أحد أحدث الإضافات لأسفار موسى الخمسة، حيث أن تاريخه يأتي بعد المصدرين اليهوي والتثنوي، يُعارض عدد من العلماء منذ سبعينيات القرن العشرين الميلادي ذلك زاعمين أنه يرجع لتاريخ أقدم من ذلك. على سبيل المثال، جادل آفي هورفيتز بقوة على أسس لغوية بأن المصدر الكهنوتي يمثل شكلاً قديمًا من أشكال اللغة العبرية عما هو موجود في كل من سفري حزقيال والتثنية، وبالتالي فهو يسبق كليهما. غالبًا ما يزعم هؤلاء العلماء أن تأريخ المصدر الكهنوتي يرجع في جزء كبير منه إلى التحيز البروتستانتي في الدراسات الكتابية التي تفترض أن النصوص "الكهنوتية" و"الطقوسية" يجب أن تمثل انحطاطًا متأخرًا لإيمان سابق "أنقى". لكن هذه الحجج لم تقتنع غالبية العلماء.

### المصدر التثنوي
المصدر التثنوي هو مصدر الأصحاحات (12-26) في سفر التثنية، الذي تُفصّل قانون التثنية [الإنجليزية]، ويعود تاريخ كتابته عمومًا إلى ما بين القرنين السابع والخامس قبل الميلاد. وبشكل أكثر تحديدًا، يعتقد معظم العلماء أن المصدر التثنوي أُلّف خلال الفترة الملكية المتأخرة، في زمن قريب من الملك يوشيا، على الرغم من أن بعض العلماء زعموا كتابته في تواريخ أخرى، مثل عهد الملك منسى أو أثناء السبي وفترات ما بعد السبي.
يُصوّر المصدر التثنوي العهد بين بني إسرائيل وإلههم يهوه، الذي اختار بني إسرائيل كشعب له، ويطالب بني إسرائيل أن تعيش وفقًا لشريعته. بالتالي، يجب أن تكون إسرائيل دولة دينية يكون فيها يهوه الإله المهيمن، وتكون الشريعة هو الأسمى فوق جميع مصادر السلطة الأخرى، بما في ذلك الملوك والمسؤولين الملكيين، ويكون الأنبياء هم حراس الشريعة. تنقل النبوة أوامر الشريعة، مثلما فعل موسى، وتعتبر الشريعة المعطاة إلى موسى وحيًا كاملًا وكافيًا لإعلان إرادة الإله، وليس هناك حاجة إلى أي إضافة أخرى. والأهم من ذلك، على عكس المصدر اليهوي، يصر سفر التثنية على مركزية العبادة "في المكان الذي يختاره الرب إلهك". لم يذكر سفر التثنية أبدًا أين سيكون هذا المكان، لكن سفر الملوك أوضح أنه أورشليم.

### المصدر اليهوي
يصف جون فان سيترز كاتب المصدر اليهوي بأنه "مؤرخ من أصول إسرائيلية"، كتب هذا المصدر خلال السبي البابلي. يبدأ النص اليهوي بقصة الخلق الثانية في سفر التكوين 2: 4، ويلي ذلك قصة جنة عدن، وقصة قابيل وهابيل، ثم نسل قابيل (أما نسل آدم فمنقول من المصدر الكهنوتي)، وقصة الطوفان (متشابكة بإتقان مع الرواية الموازية في المصدر الكهنوتي)، ونسل نوح، وقصة برج بابل. تشكل هذه القصص ما يسمى بتاريخ البداية [الإنجليزية] الذي يتناول قصة البشرية قبل إبراهيم، ويتناوله كل من المصدر اليهوي والمصدر الكهنوتي بقدر متساوي تقريبًا. يُقدّم المصدر اليهوي الجزء الأكبر من بقية سفر التكوين، بما في ذلك الروايات الآبائية المتعلقة بإبراهيم وإسحاق ويعقوب ويوسف.
يساهم المصدر اليهوي بالجزء الأكبر في سفر الخروج، على الرغم من أن سفر الخروج يحتوي أيضًا على إضافات هامة من المصدر الكهنوتي. ويحتوي سفر العدد أيضًا على إضافات كبيرة من المصدر اليهوي، في الأصحاحات 10-14 التي تتضمن، من بين قصص أخرى، الخروج من سيناء، وقصة الجواسيس الذين خافوا من العماليق في كنعان، ورفض بني إسرائيل دخول أرض الميعاد - الأمر الذي أثار غضب الرب الذي عاقبهم بأن يهيموا في البرية الأربعين سنة التالية.

#### نقد وجود المصدر اليهوي
ربما كان المصدر اليهوي هو المصدر الأكثر إثارة للجدل في دراسات أسفار موسى الخمسة المعاصرة، حيث أنكر عدد من العلماء، خاصة في أوروبا، وجوده تمامًا. وقد خلص عدد متزايد من العلماء إلى أن سفر التكوين، وهو كتاب تقليدي منسوب في المقام الأول للمصدر اليهوي، وأنه كان مؤلفًا في الأصل بشكل منفصل عن سفري الخروج والعدد، ثم ضُمّ إلى هذه الأسفار في وقت لاحق من قبل مُنقّح كهنوتي.
ومع ذلك، فإن وجود المصدر اليهوي وسلامته لا يزال لديه الكثير من المدافعين عنه؛ ويُعد جون فان سيترز من بين المتحمسين بشكل خاص لوجوده.

## تاريخ الدراسات

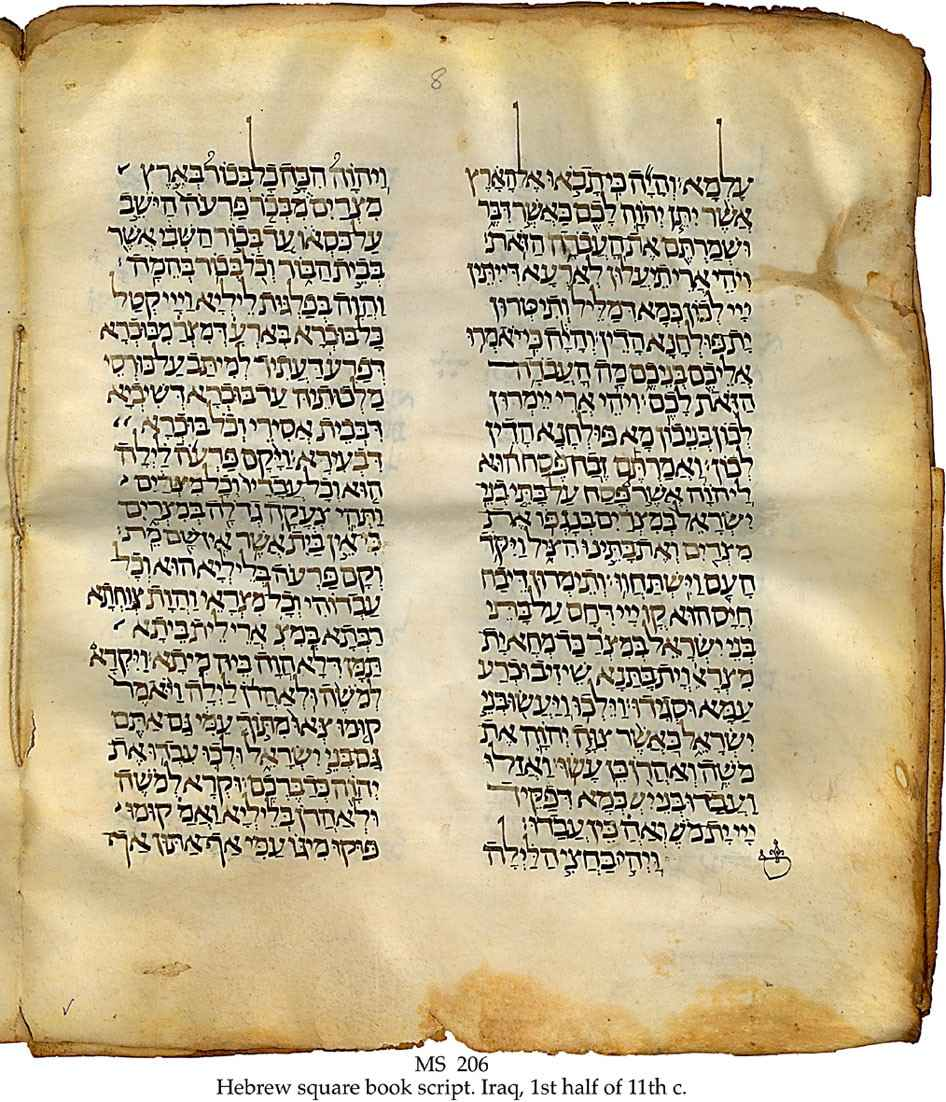
مخطوطة من القرن الحادي عشر الميلادي للكتاب المقدس العبري.

في منتصف القرن الثامن عشر الميلادي، بدأ بعض العلماء دراسة نقدية للتكرارات (الروايات المتوازية لنفس الأحداث)، والتناقضات، والتغيرات في الأسلوب والمفردات في التوراة. في سنة 1780م، صاغ يوهان إيشهورن، بناءً على أعمال الطبيب والمفسر الفرنسي جان أستروك، "فرضية وثائقية قديمة": تقوم على فكرة أن سفر التكوين أُلّف من خلال الجمع بين مصدرين محددين، المصدر اليهوي والمصدر الإلوهيمي. حدّدت تلك الفرضية لاحقًا أن هذه المصادر موزعة على الأسفار الأربعة الأولى من التوراة، وأُضيف إليها لاحقًا مصدرًا ثالثًا عندما حدد فيلهلم دي فيت [الإنجليزية] المصدر التثنوي كمصدر إضافي موجود فقط في سفر التثنية. ثم في وقت لاحق، قُسّم المصدر الإلوهيمي إلى مصدرين الكهنوتي والإلوهيمي، ليرتفع عدد المصادر إلى أربعة.
وكانت هذه الفرضيات الوثائقية تتنافس مع نموذجين آخرين، فرضية التجزئة والفرضية التكميلية. تقول فرضية التجزئة أن التوراة تتكون من أجزاء متفاوتة الطول، وليس وثائق متصلة؛ أخذ هذه الفرضية في الاعتبار التنوع الموجود في التوراة، لكنها لم تتمكن من تفسير اتساقها الهيكلي، خاصة فيما يتعلق بالتسلسل الزمني. بينما كانت الفرضية التكميلية أكثر قدرة على تفسير هذه الوحدة: فقد أكدت أن التوراة كانت مكونة من وثيقة أساسية مركزية، وهي الإلوهيمي، أضيفت إليه أجزاء مأخوذة من مصادر عدة. كان الفرضية التكميلية هي السائدة في أوائل ستينيات القرن التاسع عشر الميلادي، ولكن عارضها هيرمان هوبفيلد [الإنجليزية] من خلال كتاب مهم نشره سنة 1853م، زعم فيه بأن أسفار موسى الخمسة كانت مكونة من أربعة مصادر وثائقية، الكهنوتي، واليهوي، والإلوهية التي كوّنت أسفار التكوين والخروج واللاويين والعدد، والمصدر الرابع خاص بسفر التثنية. في نفس الفترة تقريبًا، زعم كارل هاينرخ غراف بأن المصدرين اليهوي والإلوهيمي هما المصدران الأقدم والمصدر الكهنوتي هو الأحدث، في حين ربط فيلهلم فاتكي [الإنجليزية] المصادر الأربعة بإطار تطوري، حيث اختص المصدران اليهوي والإلوهيمي بتاريخ البداية وسلاسل الأنساب، والمصدر التثنوي بالأخلاق الدينية للأنبياء العبرانيين، والمصدر الكهنوتي بالطقوس والقرابين والشريعة.

### فلهاوزن والفرضية الوثائقية الجديدة

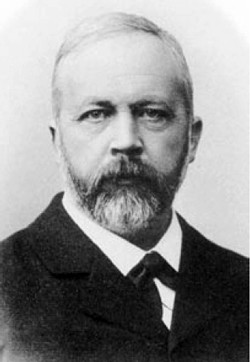
يوليوس فلهاوزن

في سنة 1878م، نشر يوليوس فلهاوزن الإصدار الأول من "تاريخ إسرائيل"؛ ثم جعل الطبعة الثانية الصادرة سنة 1883م باسم "مقدمة لتاريخ إسرائيل"، وهو الاسم الأشهر الآن لهذا العمل. والأهم من ذلك، أن هذه الكتاب استند على عملين سابقين لفلهاوزن: كتاب "تأليف الأسفار الستة" سنة 1876/77م، وأجزاء من كتابه "مقدمة للعهد القديم" سنة 1878م. يعود الفضل في فرضية فلهاوزن الوثائقية بنسبة قليلة إلى فلهاوزن نفسه، حيث كانت في الأساس من عمل هوبفيلد ورويس [الإنجليزية] وغراف وغيرهم، الذين بنوا بدورهم أعمالهم على دراسات سابقة. قَبِلَ فلهاوزن تقسيم هوبفيلد للمصادر الأربعة، واتفق مع رأي غراف حول وضع المصدر الكهنوتي في المرتبة الأخيرة. واعتبر أن المصدر اليهوي (J) هو الأقدم، وأنه نتاج القرن العاشر قبل الميلاد في بلاط سليمان؛ وأن المصدر الإلوهيمي (E) يرجع للقرن التاسع قبل الميلاد في مملكة إسرائيل الشمالية، وأنه أُدمج على يد مُنقّح مع المصدر اليهوي لتشكيل مصدرًا مشتركًا (JE)؛ وأن المصدر التثنوي (D) هو ثالث المصادر، وأنه نتاج القرن السابع قبل الميلاد حوالي سنة 620 ق.م. من زمن الملك يوشيا؛ وأن المصدر الكهنوتي (P) (الذي رمز له فلهاوزن في البداية بالرمز "Q") كان نتاجًا لسيطرة الكهنة والهيكل في القرن السادس قبل الميلادي؛ وأن التنقيح النهائي، حدث عندما أُدمج المصدر الكهنوتي مع المصدر المشترك (JED) لإنتاج التوراة كما نعرفها الآن.
- مخطط يُظهر مؤلفي ومحرري الأسفار الخمسة (التوراة) وفقًا للفرضية الوثائقية
- J: يهوي (قرن 10–قرن 9 ق.م.)[104][105]
- E: إلوهيمي (قرن 9 ق.م.)[104]
- Dtr1: مؤرخ تثنوي في بداية (قرن 7 ق.م.)
- Dtr2: مؤرخ تثنوي في نهاية (قرن 6 ق.م.)
- P*: كهنوتي (قرن 6–قرن 5 ق.م.)[68][105]
- D†: تثنوي
- R: تنقيح
- DH: تاريخ تثنوي (أسفار يشوع والقضاة وصموئيل والملوك)

كان تفسير فلهاوزن لتشكيل التوراة أيضًا تفسيرًا للتاريخ الديني لإسرائيل، حيث وصف المصدرين اليهوي والإلوهيمي عالمًا بدائيًا وعفويًا وشخصيًا، بما يتماشى مع المرحلة الأولى من تاريخ إسرائيل؛ وفي المصدر التثنوي ظهر تأثير الأنبياء وتطور النظرة الأخلاقية التي شعر فلهاوزن أنها تمثل قمة الديانة اليهودية؛ أما المصدر الكهنوتي فيعكس العالم الشعائري الصارم في فترة ما بعد السبي التي سيطر عليه الكهنة. وقد أدى عمل فلهاوزن، الذي يتميز بدراسته التفصيلية والواسعة النطاق وحجته الوثيقة، إلى ترسيخ "الفرضية الوثائقية الجديدة" باعتبارها التفسير السائد لأصول أسفار موسى الخمسة منذ أواخر القرن التاسع عشر الميلادي إلى أواخر القرن العشرين الميلادي.

### انهيار الاجماع حول الفرضية
انهار الإجماع حول الفرضية الوثائقية في العقود الأخيرة من القرن العشرين. دفعت ثلاثة منشورات رئيسية صدرت في السبعينيات العلماء إلى التشكيك بجدية في افتراضات الفرضية الوثائقية: "إبراهيم في التاريخ والنصوص" بقلم جون فان سيترز [الإنجليزية]، و"ما يسمى باليهوي" بقلم هانز شميد، و"مشكلة النصوص والتاريخ في أسفار موسى الخمسة" بقلم رولف ريندتورف [الإنجليزية]. تشارك هؤلاء المؤلفون الثلاثة في العديد من الانتقادات نفسها للفرضية الوثائقية، لكنهم لم يكونوا متفقين حول النموذج الذي يجب أن يحل محله. زعم كل من فان سيترز وشميد بقوة بأن المصدر اليهوي لا يمكن إرجاعه إلى فترة سليمان (حوالي سنة 950 ق.م.) كما تفترض الفرضية الوثائقية. وبدلاً من ذلك، أرّخوا زمن كتابته بفترة السبي البابلي (597-539 ق.م.)، أو الفترة الملكية المتأخرة على أقرب تقدير. كما انتقد فان سيترز بشدة فكرة وجود مصدر إلوهيمي كبير، بحجة أن المصدر الإلوهيمي لا يغطي سوى مقطعين قصيرين في سفر التكوين على الأكثر. تتقبل الغالبية العظمى من العلماء الآن هذا الرأي.
تَبِعَ بعض العلماء رأي ريندورف الذي تبنّى فرضية التجزئة، حيث نظر إلى أسفار موسى الخمسة على أنها مجموعة من الروايات القصيرة المستقلة، والتي جُمعت تدريجيًا في وحدات أكبر في مرحلتين تحريريتين: المرحلة التثنوية والمرحلة الكهنوتية. على النقيض من ذلك، يدافع علماء مثل جون فان سيترز عن الفرضية التكميلية، التي تفترض أن التوراة هي نتيجة لإضافتين رئيسيتين – المصدر اليهوي والمصدر الكهنوتي – إلى نص رئيسي موجود مُسبقًا. وكثيرًا ما يستخدم الباحثون هذه الفرضيات الأحدث مع بعضها البعض ومع الفرضية الوثائقية، مما يجعل من الصعب تصنيف النظريات المعاصرة على أنها تميل إلى إحدى الفرضيات أو الأخرى بشكل صارم. يواصل غالبية العلماء اليوم الاعتراف بسفر التثنية كمصدر مستقل، حيث يعود أصله إلى مجموعة القوانين الصادرة في بلاط يوشيا بحسب وصف دي فيت، التي أُعطيت لاحقًا إطارًا أثناء السبي لتبدو كأنها كلمات موسى. ويتفق معظم العلماء أيضًا على وجود مصدرًا كهنوتيًا ما، رغم أن نطاقه وخاصة نهايته غير مؤكد. أما باقي محتوى التوراة، فيُطلق عليه بشكل جماعي المصدر غير الكهنوتي، الذي يجمع مجموعتين من المواد ما قبل الكهنوتية وما بعد الكهنوتية.
الاتجاه العام في الدراسات الحديثة هو الاعتراف بالشكل النهائي للتوراة كوحدة أدبية وأيديولوجية، اعتمدت على مصادر سابقة، ومن المحتمل أن تكون قد اكتملت خلال الفترة الفارسية (539-333 ق.م.). ويميل بعض العلماء إلى أن التجميع النهائي للتوراة حدث في وقت لاحق في الفترة الهلنستية (333-164 ق.م.).

## الفرضيات المعاصرة
يعتمد الجدول على ما ذكره والتر هيوستن في كتابه "أسفار موسى الخمسة"، مع توسعات كما هو مُوضّح. يُلاحظ أن الفرضيات الثلاث لا يستبعد بعضها بعضًا.
| الفرضية   | طريقة التأليف                                                                                                 | الوسيلة (مُنقّح/جامع للنص/مؤلف)                                      | طريقة التحليل  | نقاط القوة والضعف |
| --------- | --- | ------------------------------------------------------------------ | -------------- | --- |
| الوثائقية | دُمج عدد صغير من الوثائق المتصلة (يُعتقد أنهم أربعة) لتكوين نص نهائي واحد مستمر.                                | دمجها مُحرّرون قاموا بتغيير أقل قدر ممكن من النصوص المتاحة لهم.      | نقد المصدر     | يُفسّر وحدة التوراة (بسبب وحدة المصادر التأسيسية) وتنوعها (بسبب التضاربات/التكرار بينهما). يصعب التمييز بين المصدرين اليهوي والإلوهيمي في الأسفار التي تلي سفر التكوين. أعظم نقطة ضعف هي دور المُنقّحين، الذين وظّفوا الغيب كأداة لتفسير مشكلات النص. |
| التكميلية | أنتجت التوراة عن طريق الإضافات المتعاقبة لطبقات من النصوص التكميلية إلى نص أساسي أو مجموعة من النصوص الأصلية. | المنقّحون هم أيضًا المؤلفون، حيث قاموا بإنشاء النص الأصلي وتفسيراته. | النقد التحريري | يُفسّر الاتساق الهيكلي لأسفار موسى الخمسة بشكل أفضل من فرضية التجزئة، حيث يُفسّر وجود نص أساسي وحدة الموضوع والبنية، وتُفسّر الأجزاء المضافة تنوع اللغة والأسلوب.                                                                                      |
| التجزئة   | دمج عدد كبير من النصوص القصيرة                                                                                | أضاف المُنقّحون سردًا للربط بين النصوص                                | نقد الصياغة    | لديه صعوبة في تفسير الاتساق الهيكلي لأسفار موسى الخمسة، وخاصة تسلسلها الزمني. |

### الفرضية الوثائقية الجديدة
لا تزال الفرضية الوثائقية الجديدة المنقحة تحظى بأتباع، خاصة في أمريكا الشمالية وإسرائيل. تتميز بأنها تُميّز بين المصادر عن طريق الحبكة والاستمرارية بدلاً من الاهتمامات الأسلوبية واللغوية، ولا تربط المصادر بمراحل تطور تاريخ إسرائيل الديني. ربما كان تبنيها لوجود المصدر الإلوهيمي هو العنصر الأكثر انتقادًا من قبل العلماء الآخرين، حيث نادرًا ما يمكن تمييزه عن المصدر اليهوي التقليدي الذي رفضه العلماء الأوروبيون إلى حد كبير باعتباره مُجزّئًا أو غير موجود بالأساس.

### الفرضية التكميلية
| *   | مصدر مستقل، حوالي 620 ق.م.                |
| **  | رد على المصدر الكهنوتي، حوالي 540 ق.م.    |
| *** | غالبًا تنقيح للمصدر اليهوي، حوالي 400 ق.م. |

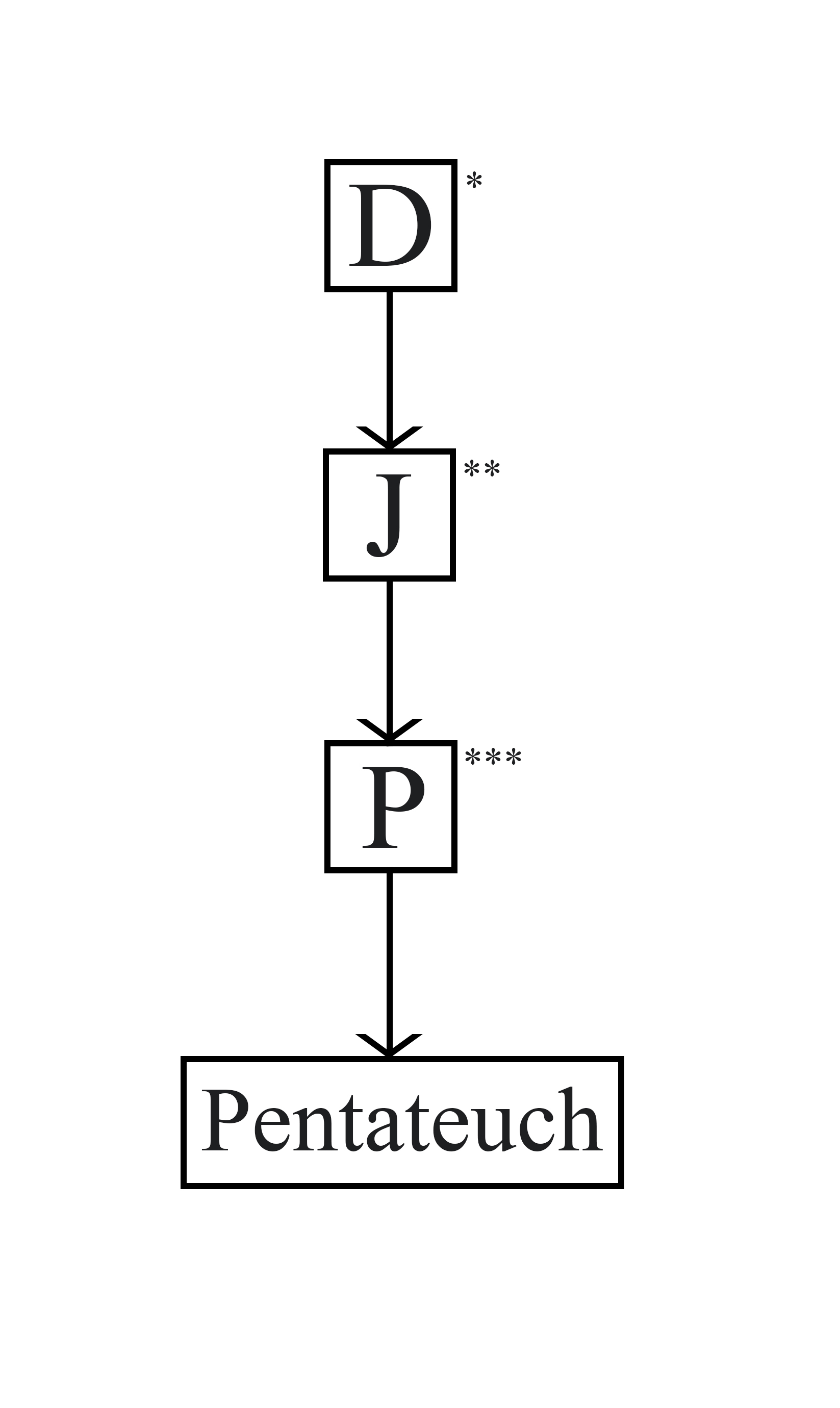

وصلت الفرضية التكميلية الحديثة إلى ذروتها في السبعينيات مع نشر أعمال جون فان سيترز وهانز شميد. في هذه الفرضية، رجّح فان سيترز أن هناك "ثلاثة مصادر أو طبقات أدبية ضمن أسفار موسى الخمسة"، والتي تعرف بأسماء التثنوي (D)، واليهوي (J)، والكهنوتي (P). رتّب فان سيترز المصادر زمنيًا كالتالي D→J→P.
- المصدر التثنوي مكتوب على الأرجح حوالي سنة 620 ق.م.
- المصدر اليهوي مكتوب على الأرجح حوالي سنة 540 ق.م. في فترة السبي.
- المصدر الكهنوتي مكتوب على الأرجح حوالي سنة 400 ق.م. في فترة ما بعد السبي.

تنكر الفرضية التكميلية وجود المصدر إلوهيمي الكبير (E)، وهو أحد المصادر الأربعة المستقلة التي وصفتها الفرضية الوثائقية. وبدلاً من ذلك، افترضت الفرضية التكميلية أن المصدر اليهوي استعار مجموعة من النصوص المكتوبة والشفوية، ودمجها داخله. ونظرًا لتعدد المواد المضافة إلى المصدر اليهوي، أخطأ أصحاب الفرضية الوثائقية في ظنهم أنه يحتوي على مصدرين مختلفين: اليهوي (J) والإلوهيمي (E). بدلًا من ذلك، تقترح الفرضية التكميلية أن ما اعتبره الوثائقيون J وE هو في الواقع مصدر واحد (يرمز له البعض بالرمز J، والبعض الآخر يستخدم JE)، ومن المحتمل أنه كُتب في القرن السادس قبل الميلاد. ومن الجدير بالذكر، أنه على النقيض من الفرضية الوثائقية التقليدية، تقترح الفرضية التكميلية أن المصدر التثنوي (D) كان أول مصادر أسفار موسى الخمسة، حيث كُتب في نهاية القرن السابع قبل الميلاد.

### فرضية التجزئة
تنظر فرضية التجزئة إلى التوراة على أنها تجميع لعدد كبير من الروايات القصيرة والمستقلة في الأصل. ومن هذا المنطلق، فإن المصادر الكبيرة أمثال اليهوي والكهنوتي والتثنوي غير كافية لتفسير التنوع الموجود في التوراة، ويعد وجودها في الأساس مرفوضًا. وبدلاً من استخدام نقد المصدر، استُخدم أسلوب نقد الصياغة لتتبع أصل النصوص المختلفة الموجودة في أسفار موسى الخمسة. ومع ذلك، يختلف أنصار هذه الفرضية حول كيفية إضافة هذه النصوص عبر الزمن. زعم علماء منتصف القرن العشرين الميلادي مثل غيرهارد فون راد [الإنجليزية] ومارتن نوت بأن نقل روايات أسفار موسى الخمسة حدث في المقام الأول من خلال النقل الشفهي. وقد استبدلت الأعمال الأحدث في مدرسة فرضية التجزئة، مثل رولف ريندتورف وخاصة إرهاردت بلوم، نموذج النقل الشفهي بنموذج التأليف الأدبي.

## الملاحظات
1. ↑  The two-source hypothesis of Eichorn was the "older" documentary hypothesis, and the four-source hypothesis adopted by Wellhausen was the "newer".